# Пуровське сільське поселення
Пу́ровське сільське поселення (рос. Пуровское сельское поселение) — сільське поселення у складі Пурівського району Ямало-Ненецького автономного округу Тюменської області Росії.
Адміністративний центр — селище Пуровськ.
Населення сільського поселення становить 2701 особа (2017; 2748 у 2010, 2942 у 2002).

## Склад
До складу сільського поселення входять:
| Населений пункт  | Населення, осіб (2002) | Населення, осіб (2010) |
| ---------------- | ---------------------- | ---------------------- |
| Пуровськ, селище | 2365                   | 2378                   |
| Сивдарма, село   | 577                    | 370                    |